# تیم ملی فوتسال فیلیپین
تیم ملی فوتسال فیلیپین نماینده فیلیپین در مسابقات بین‌المللی فوتسال و یکی از تیم‌های فوتسال آسیایی است.